# 阿部裕太
阿部 裕太（あべ ゆうた、1981年8月8日 - ）は、日本の元男子バレーボール選手、指導者。

## 来歴
家族の影響で、大島中学1年よりバレーボールを始める。
2001年、東海大学在学中の19歳の時に日本代表入りを果たし、同年のワールドグランドチャンピオンズカップ（グラチャン）で代表デビュー。
全日本史上最高身長のセッターとして期待されたが、同じセッターの宇佐美大輔・朝長孝介の存在により、日本代表から漏れることもあった。
2004年、東レアローズに入団。2012年6月、東レを退団しサントリーサンバーズに移籍した。
2017年4月24日、黒鷲旗大会をもってサントリーを退団し、コーチ兼任として東レに復帰した。
両利きという器用さを持ち、左腕から放たれるツーアタックが持ち味。
2019年5月に現役引退しコーチ専任。
2022年3月、東レの主力セッターである藤井直伸の離脱に伴うセッター不足から一時的に選手登録された。実際には試合に登録されることはなく9月に登録抹消となった。
2024年、東レアローズ静岡の監督に就任した。

## 球歴
- 全日本代表 - 2001-2004、2006-2007、2009、2012-2016年
  - 世界選手権 - 2002年、2006年
  - ワールドカップ - 2003年、2015年
  - ワールドリーグ - 2002年、2003年、2004年、2012年
  - ワールドグランドチャンピオンズカップ - 2001年、2009年

## 受賞歴
- 2005年 - 第11回Vリーグ新人賞
- 2013年 - Vリーグ栄誉賞
- 2013年 - 第62回黒鷲旗全日本バレーボール選手権大会 ベスト6

## 所属チーム
- ひたちなか市立大島中学校
- 勝田工業高校
- 東海大学
- 東レアローズ（2004-2012年）
- サントリーサンバーズ（2012-2017年）
- 東レアローズ（2017-2019年）

## 同時期の全日本男子セッター
- 眞鍋政義
- 山口誠
- 宇佐美大輔
- 朝長孝介
- 今村駿